# Taheyya Kariokka
Taheyya Kariokka (arab. تحية كاريوكا) właśc. Badaweya Mohamed Kareem Al Nirani (ur. 22 lutego 1915, zm. 20 września 1999) – egipska tancerka brzucha i aktorka filmowa.
Alternatywna pisownia jej przydomku to Tahiya Karioka, Taheya Cariocca, Tahia Carioca oraz Tahiya Carioka. Znana była też pod przydomkiem Tahiya Mohamed.

## Życiorys
Urodziła się jako Badaweya Mohamed Kareem Al Nirani 22 lutego 1915 w miejscowości Ismailia. Ponieważ rodzice nie akceptowali jej planów zostania tancerką, zdecydowała się na przeprowadzkę do Kairu. Tam zaczęła występy w nocnych klubach, które zapewniły jej duży rozgłos. Początkowo tańczyła pod pseudonimem Tahiya Mohamed, potem zaczęła używać przydomka Taheyya Kariokka, pod którym stała się sławna w kraju i za granicą.
Jako aktorka debiutowała w 1944 roku. Pojawiła się w blisko 300 filmach i programach telewizyjnych.
Czternaście razy wychodziła za mąż. Miała jedną adoptowaną córkę. Zmarła w 1999 roku na atak serca.

## Filmografia
- 1956: Pijawka (Shabab emraa, شباب امراة)